# Капелло, Ринальдо
Рина́льдо «Ди́ндо» Капе́лло (итал. Rinaldo "Dindo" Capello; род. 17 июня 1964, Асти, Пьемонт) — итальянский автогонщик, трёхкратный победитель гонки «24 часа Ле-Мана» (2003, 2004, 2008), двукратный чемпион Американской серии Ле-Ман (2006, 2007).

## Биография
Ринальдо Капелло начал свою гоночную карьеру в 1976 году, выступая на картах. Он не переходил на одноместные автомобили до 1983 года, когда стартовала Формула «Fiat Abarth». В 1990 он победил на итальянском Чемпионате Supertourismo на Volkswagen Golf. В 1996 он также выиграл чемпионат на Ауди A4.
В 1997 году состоялась первая победа Капелло в гонках на выносливость, в Vallelunga, в «6 часах Vallelunga», и снова за рулём Volkswagen Golf снова. Капелло был выбран командой Audi Sport Joest, располагающим Audi R8 для 24 часов Ле-Мана 2000 года. Команда закончила гонку на третьем месте.
Капелло был за рулём победившей машины подряд на двух Ле-Манах: в 2003 и 2004 годах, это были соответственно Bentley Speed 8 и Audi R8. Кроме того, он трижды финишировал на подиуме этого престижного марафона.

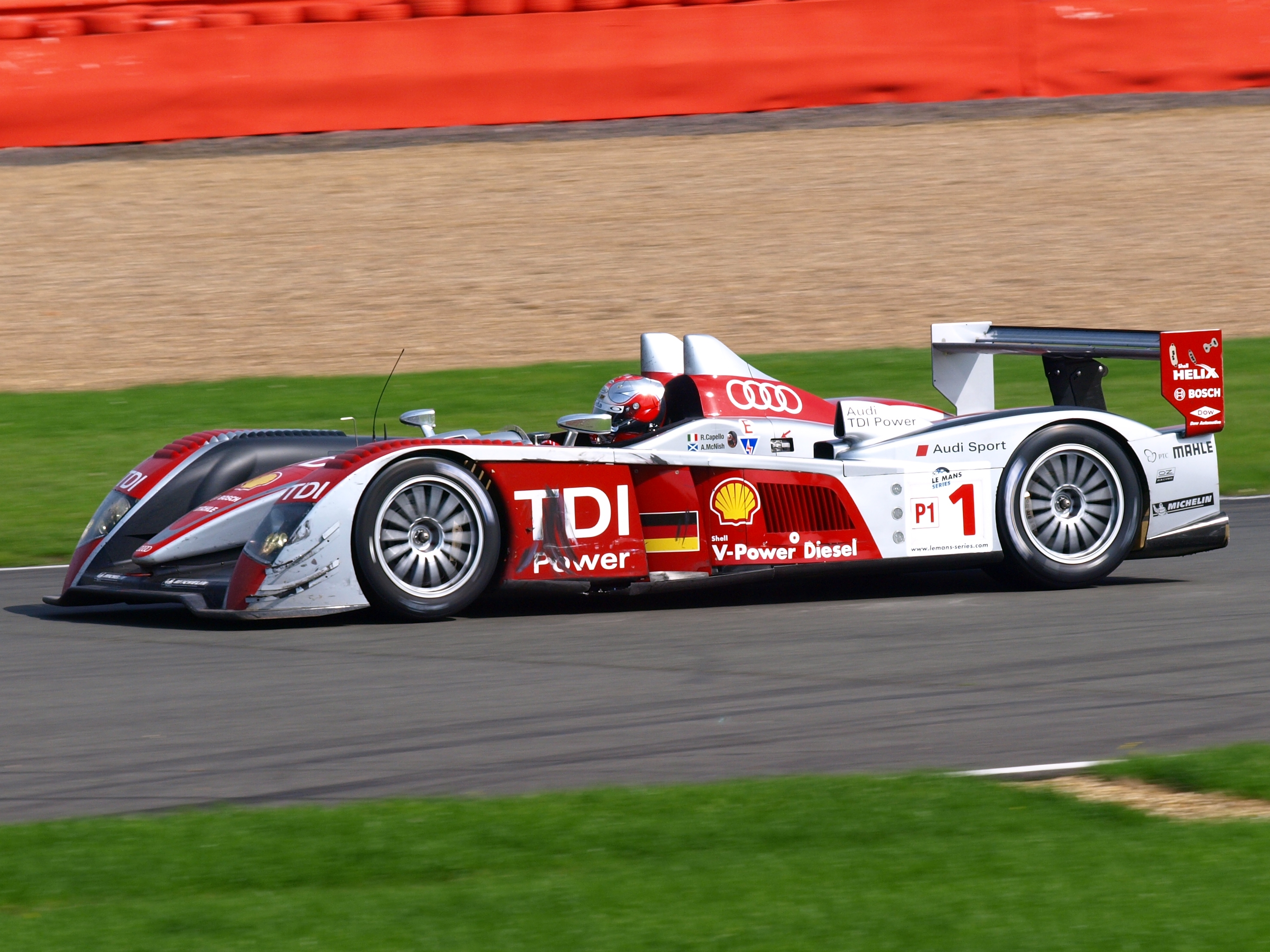
Капелло за рулем Audi R10 TDI на гонке «1000 км Сильверстоуна» в 2008 году

Капелло также победил на 12 часов Себринга в 2002.
В 2000 году Капелло занял второе место в  Американской серии Ле-Ман, выиграв шесть гонок. В 2006 и 2007 годах он стал чемпионом этой серии вместе с Аланом МакНишем в составе Audi Sport North America на Audi R10.
В Ле-Мане-2007 Капелло попал в серьёзную  аварию на Audi R10 TDI после потери заднего колеса. Это привело к победе другого экипажа. Однако он вернулся в 2008, чтобы победить снова.